# Felipe Gálvez
Felipe Gálvez Haberle (Santiago, 1983) es un director y montajista de cine chileno.

## Biografía
Se graduó en la Universidad del Cine en Buenos Aires (Argentina).
Ha dirigido cortometrajes, destacando Silencio en la sala, que recibió en BAFICI el premio al mejor cortometraje en 2009, y Yo de aquí te estoy mirando, estrenado en el Festival Internacional de Cine de Róterdam en 2011. En 2018 estrenó el cortometraje RAPAZ en La Semaine de la Critique del Festival de Cannes. Ha trabajado como montajista en numerosos largometrajes, entre ellos Nunca vas a estar solo (2015) de Alex Anwandter, Marilyn (2018) de Martín Rodríguez Redondo, ambos estrenados en la sección Panorama de la Berlinale, y Princesita dirigida por Marialy Rivas, estrenada en TIFF 2017.
Su primer largometraje, Los colonos, fue seleccionado para participar en la sección oficial en competencia Un certain regard en la 76.ª edición del Festival de Cannes, donde ganó el premio FIPRESCI a la mejor película de la sección.

## Filmografía
| Año  | Título                          | Rol        |                         |
| ---- | ------------------------------- | ---------- | ----------------------- |
| 2009 | Silencio en la sala             | Director   | Cortometraje Ficción    |
| 2011 | Ortega                          | Montajista | Cortometraje Documental |
| 2011 | Zoológico                       | Montajista | Largometraje Ficción    |
| 2011 | Yo de aquí te estoy mirando     | Director   | Cortometraje Ficción    |
| 2012 | Partir to live                  | Montajista | Largometraje Ficción    |
| 2014 | En la gama de los grises        | Montajista | Largometraje Ficción    |
| 2015 | Marea de Tierra (Chile Factory) | Montajista | Cortometraje Ficción    |
| 2016 | Los Barcos                      | Montajista | Cortometraje Ficción    |
| 2016 | Nunca vas a estar solo          | Montajista | Largometraje Ficción    |
| 2017 | Princesita                      | Montajista | Largometraje Ficción    |
| 2018 | RAPAZ                           | Director   | Cortometraje Ficción    |
| 2018 | Marilyn                         | Montajista | Largometraje Ficción    |
| 2023 | Los colonos                     | Director   | Largometraje Ficción    |

## Premios
| Premio/Festival de Cine | Fecha del evento         | Categoría                         | Nominado    | Resultado | Ref.  |
| ----------------------- | ------------------------ | --------------------------------- | ----------- | --------- | ----- |
| Festival de Cannes      | 16 al 27 de mayo de 2023 | Un Certain Regard: Mejor película | Los colonos | Nominado  | [ 1 ] |
| Festival de Cannes      | 16 al 27 de mayo de 2023 | Premio FIPRESCI                   | Los colonos | Ganador   | [ 1 ] |